# Peter Jackisch
Peter Jackisch (* 21. November 1963 in Remscheid) ist ein ehemaliger deutscher Fußballspieler.

## Karriere
Jackisch wechselte 1987 aus der Oberliga Nordrhein vom VfB 06/08 Remscheid in die Bundesliga zum VfL Bochum. In Bochum bestritt er in den beiden folgenden Saisons 20 Spiele, dann wechselte er zu Alemannia Aachen in die 2. Bundesliga, mit der er jedoch in der Saison 1989/90 aus der zweiten Liga absteigen musste.